# San Martino Buon Albergo
San Martino Buon Albergo és un comune (municipi) de la província de Verona, a la regió italiana del Vèneto, situat a uns 100 quilòmetres a l'oest de Venècia i a uns 9 quilòmetres a l'est de Verona.
A 1 de gener de 2020 la seva població era de 15.818 habitants.
San Martino Buon Albergo limita amb els següents municipis: Caldiero, Lavagno, Mezzane di Sotto, San Giovanni Lupatoto, Verona i Zevio.